# 1991年の宝塚歌劇公演一覧
本項目では、1991年の宝塚歌劇公演一覧（1991ねんのたからづかかげきこうえんいちらん）について示す。

## 宝塚大劇場公演
（）内は、作者または演出者名。参考資料は90年史。

### 花組
- 1月1日 - 2月12日
  - 『春の風を君に…』（大関弘政）
  - 『ザ・フラッシュ!』（小原弘稔）

### 雪組
- 2月15日 - 3月26日
  - 『花幻抄』（酒井澄夫）
  - 『恋さわぎ』（酒井澄夫）
  - 『スイート・タイフーン』（三木章雄）

### 月組
- 3月28日 - 5月7日
  - 『ベルサイユのばら<オスカル篇>』（植田紳爾　脚本・演出）

### 星組
- 5月10日 - 6月25日
  - 『恋人たちの肖像』（太田哲則）
  - 『ナルシス・ノアール』（岡田敬二）

### 花組
- 6月28日 - 8月6日
  - 『ヴェネチアの紋章』（柴田侑宏　脚本・演出）
  - 『ジャンクション24』（草野旦）

### 雪組
- 8月8日 - 9月17日
  - 『華麗なるギャツビー』（小池修一郎　脚本・演出）
  - 『ラバーズ・コンチェルト』（村上信夫）

### 月組
- 9月20日 - 10月29日
  - 『銀の狼』（正塚晴彦）
  - 『ブレイク・ザ・ボーダー!』（石田昌也）

### 星組
- 11月1日 - 12月15日
  - 『紫禁城の落日』（植田紳爾）

## 東京宝塚劇場公演
（）内は、作者または演出者名。参考資料は90年史。

### 星組
- 3月4日 - 3月30日
  - 『アポロンの迷宮』（小池修一郎）
  - 『ジーザス・ディアマンテ』（草野旦）

### 花組
- 4月3日 - 4月29日
  - 『春の風を君に…』（大関弘政）
  - 『ザ・フラッシュ!』（小原弘稔）

### 雪組
- 6月3日 - 6月28日
  - 『花幻抄』（酒井澄夫）
  - 『恋さわぎ』（酒井澄夫）
  - 『スイート・タイフーン』（三木章雄）

### 月組
- 7月2日 - 7月31日
  - 『ベルサイユのばら<オスカル篇>』（植田紳爾　脚本・演出）

### 星組
- 8月4日 - 8月29日
  - 『恋人たちの肖像』（太田哲則）
  - 『ナルシス・ノアール』（岡田敬二）

### 花組
- 11月3日 - 11月29日
  - 『ヴェネチアの紋章』（柴田侑宏　脚本・演出）
  - 『ジャンクション24』（草野旦）

### 雪組
- 12月3日 - 12月26日
  - 『華麗なるギャツビー』（小池修一郎　脚本・演出）
  - 『ラバーズ・コンチェルト』（村上信夫）

## 宝塚バウホール公演
（）内は、作者または演出者名。参考資料は90年史。

### 星組
- 1月2日 - 1月20日
  - 『パル・ジョーイ』（阿古健　脚色・演出）

### 月組
- 1月27日 - 2月11日
  - 『カウントダウン・1991』（石田昌也）

### 花組
- 2月23日 - 3月10日
  - 『小さな花がひらいた』（柴田侑宏　脚本・演出）

### 雪組
- 4月27日 - 5月11日
  - 『微笑みの国』（村上信夫　脚色・演出・訳詞）

### 月組
- 5月25日 - 6月10日
  - 『紫陽花の花しずく』（谷正純　脚本・演出）

### 花組
- 8月18日 - 9月2日
  - 『ディーン』（岡田敬二　潤色・演出）

### 星組
- 9月15日 - 9月29日
  - 『グランサッソの百合』（小原弘稔）

### 雪組
- 10月20日 - 11月4日
  - 『スポットライト・マジック』（横澤英雄）

### 月組
- 11月10日 - 11月24日
  - 『たとえばそれは瞳の中の嵐のように』（中村暁）

## その他の日本公演
（）内は、作者または演出者名。参考資料は90年史。

### 雪組・特別
- 1月3日 - 1月6日　東京・日本青年館
  - 『イルミネーション・ブラック』（中村暁）

### 月組・特別
- 1月22日 - 1月27日　東京・日本青年館
  - 『ロミオとジュリエット』（柴田侑宏　脚本・演出）

### 星組・特別
- 2月6日 - 2月9日　東京・ゆうぽうと簡易保険ホール
  - 『誓いの首飾り』（大関弘政　脚本・演出）

### 花組・特別
- 2月22日 - 2月28日　東京・日本青年館
  - 『美しき野獣』（小池修一郎）

- 3月2日・3日　名古屋・愛知文化講堂
  - 『美しき野獣』（小池修一郎）

### 雪組
- 4月13日 - 4月29日　瀬戸、一宮、川口、相模大野、前橋、市川、多摩、静岡、浜北、豊川、大津、呉、広島
  - 『ベルサイユのばら<オスカル・アンドレ編>』（植田紳爾　脚本・演出）

- 5月1日 - 5月5日　福岡市民会館
  - 『ベルサイユのばら<オスカル・アンドレ編>』（植田紳爾　脚本・演出）

### 花組・特別
- 5月5日 - 5月10日　東京・日本青年館
  - 『小さな花がひらいた』（柴田侑宏　脚本・演出）

### 花組
- 9月8日 - 9月30日　高松、守山、半田、江南、松阪、町田、川口、調布、相模大野、多賀城、仙台、函館、帯広、札幌、旭川
  - 『ベルサイユのばら<フェルゼン編>』（植田紳爾　脚本・演出）

## グアム訪問
参考資料は80年史。
- 1991年4月

訪問日と訪問地と出演内容
- 4月17日　グアムのパレスホテル・グアムのオープニング・セレモニーに出演

参加生徒
- 松本悠里
- 紫苑ゆう
- 洲悠花
- 英りお
- 麻丘奈里
- 羽衣蘭
- 乙原愛
- 万里柚美
- 稔幸
- 雅景
- 飛鳥井まり
- 神田智
- 万理沙ひとみ
- 神矢夕紀

（14人）